# Joe Heck

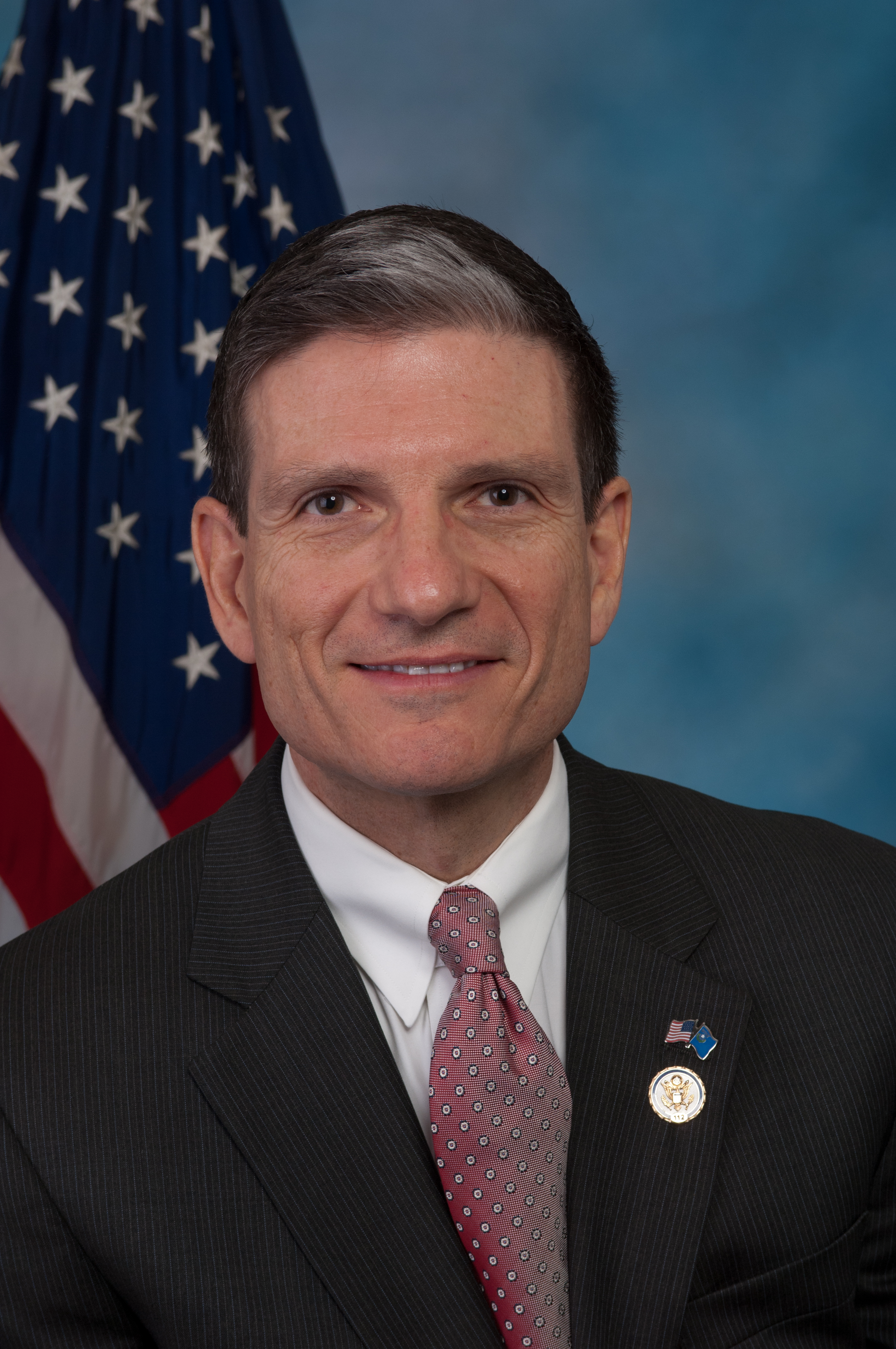
Joe Heck (2011)

Joseph John „Joe“ Heck (* 30. Oktober 1961 in New York City) ist ein amerikanischer Politiker (Republikanische Partei). Von 2011 bis 2017 vertrat er den Bundesstaat Nevada im US-Repräsentantenhaus. Bei der Wahl 2016 bewarb er sich erfolglos um einen Sitz im US-Senat.

## Ausbildung und Beruf
Joe Heck wuchs in Pennsylvania auf. Er studierte bis 1984 an der Pennsylvania State University und danach bis 1988 am Philadelphia College of Osteopathic Medicine. Dabei wurde er zum Facharzt für Osteopathie ausgebildet. In den folgenden Jahren war er in diesem Beruf auch in der Forschung tätig und gehört mehreren medizinischen Fakultäten an. Bis 2011 betrieb er zudem eine eigene Firma.
Seit 1991 gehört er auch der United States Army Reserve als Brigadegeneral an. Im Jahr 2006 absolvierte er das Army War College in Carlisle (Pennsylvania) mit einem Master in Strategic Studies und war dreimal im aktiven Einsatz, darunter einmal im Irakkrieg. Er gehört der Amerikanischen Legion an.
Seit Februar 2017 arbeitet Heck für die in Las Vegas ansässige Politikberatungsfirma Red Rock Strategies.

## Politische Laufbahn
Zwischen 2004 und 2008 saß Heck für die Republikaner im Senat von Nevada.
Bei den Kongresswahlen des Jahres 2010 wurde Heck im 3. Kongresswahlbezirk Nevadas in das US-Repräsentantenhaus in Washington, D.C. gewählt, wo er am 3. Januar 2011 die Nachfolge der ihm zuvor unterlegenen Demokratin Dina Titus antrat. Dort war er Mitglied im Streitkräfteausschuss, im Ausschuss für Bildung und Arbeit und im Geheimdienstausschuss sowie in vier Unterausschüssen. Er gehörte auch dem Republican Steering Committee an.
Bei der Wahl 2012 setzte Heck sich mit 50 zu 43 Prozent der Stimmen gegen den Demokraten John Oceguera, den damaligen Sprecher der Nevada Assembly, durch. Hecks Wahlkreis gilt als einer der wenigen verbliebenen Swing Districts, der also nach der Wählerstruktur keine klare Tendenz zu einer der beiden großen Parteien aufweist. Deshalb sahen die Demokraten hier eine ihrer besten Sitzgewinn-Gelegenheiten vor der Wahl 2014. Heck besiegte jedoch seine Herausforderin Erin Bilbray in einem generell für die Republikaner günstigen politischen Klima mit 61 zu 37 Prozent der Stimmen.
Anfang Juli 2015 gab Heck bekannt, für den Sitz im US-Senat bei der Wahl 2016 zu kandidieren, den bis dahin der nicht wieder antretende demokratische Minority Leader Harry Reid innegehabt hatte. Heck war von der Bundespartei dazu gedrängt worden und galt als Favorit für die Nominierung seiner Partei, nachdem Gouverneur Brian Sandoval eine Kandidatur abgelehnt hatte. Im März 2016 gab allerdings die von der Tea-Party-Bewegung unterstützte republikanische Bewerberin der Senatswahl von 2010, Sharron Angle, ihre erneute Kandidatur in der Primary bekannt, die als Anti-Establishment-Kandidatin den unzufriedenen rechten Parteiflügel wie in der Präsidentschaftsvorwahl Donald Trump für sich zu motivieren hoffte und Heck als Angehörigen der Washingtoner Eliten sowie für sein bisher zentristisches, moderates Auftreten kritisierte. Heck wurde zum Kandidaten der Republikaner nominiert und galt als aussichtsreicher Kandidat für den allgemeinen Wahlkampf, der für die Partei bei einer strukturell nachteiligen Senatswahl eine der wenigen Möglichkeiten bot, einen bisher von Demokraten gehaltenen Sitz in einem Swing State zu erobern. Seine demokratische Gegenkandidatin wurde Catherine Cortez Masto, die frühere Attorney General des Bundesstaates. Bei der Wahl im November 2016 setzte sich die demokratische Kandidatin durch. Hecks Mandat im US-Repräsentantenhaus endete, da er bei der Wahl 2016 nicht mehr angetreten war, am 3. Januar 2017.

## Privates
Seit 1992 lebt Heck im südlichen Nevada und hat seinen Hauptwohnsitz in Henderson. Dort lebt er mit seiner Frau, mit der er drei Kinder hat. Heck ist Katholik und gehört der Laienorganisation der Kolumbusritter an.